# Casa Nocca
Casa Nocca è un palazzo situato a Pavia, in Lombardia.

## Storia e descrizione
Il piccolo palazzo fu commissionato, adattando in parte edifici preesistenti, nel 1832 da Carlo Francesco Nocca, aristocratico pavese, laureato in Chimica, molto amico del pittore Giacomo Trecourt e di Carlo Dossi. Il Nocca, che fu proprietario anche di una grande possessione agricola a Barbianello, era un personaggio originale, reputato da alcuni un alchimista e un negromante a causa delle sue curiosità verso ambiti inesplorati dal mondo scientifico di allora, nel 1878 finanziò la realizzazione di un grande monumento dedicato ad Alessandro Volta all’interno di uno dei cortili dell’Università (opera dello scultore Antonio Tantardini) e morì nel 1886. Il palazzo presenta una facciata in stile neoclassico, con balconi e finestre dotate di cornici in pietra, mentre internamente si apre un piccolo giardino, in parte porticato su colonne doriche in granito, aperto, mediante una grande cancellata, sulla pubblica piazza. Diversamente da molti altri palazzi pavesi, palazzo Nocca si caratterizza per la presenza di grandi terrazzi, il più grande posto al di sopra del portico del giardino, mentre altri sono affacciati verso le vie laterali. Se gli esterni dell’edificio presentano linee neoclassiche, gli interni sono decorati con pitture neogotiche, testimonianza del gusto revivalistico neomedievale del proprietario. Inoltre, il palazzo si caratterizza principalmente per la presenza a fianco di una torre merlata (che ospitava il laboratorio del Nocca), originariamente in mattoni a vista ma ora intonacata, con fasce marcapiano ed archeggiature e riempitivi a stella. L’illuminazione della torre è garantita da finestre centinate e a occhio di bue, contornate da estrose cornici attinte a un repertorio eclettico.